# Apha honei
Apha honei är en fjärilsart som beskrevs av Clayton Dissinger Mell 1937. Apha honei ingår i släktet Apha och familjen Eupterotidae. Inga underarter finns listade i Catalogue of Life.